# Cryptolestes abietis
Cryptolestes abietis är en skalbaggsart som först beskrevs av Wankowicz 1865.  Cryptolestes abietis ingår i släktet Cryptolestes, och familjen ritsplattbaggar. Arten är reproducerande i Sverige.